# RAID
Un grupo/matriz redundante de discos independientes (también, RAID, del inglés redundant array of independent disks) hace referencia a un sistema de almacenamiento de datos que utiliza múltiples unidades (discos duros o SSD), entre las cuales se distribuyen o replican los datos.

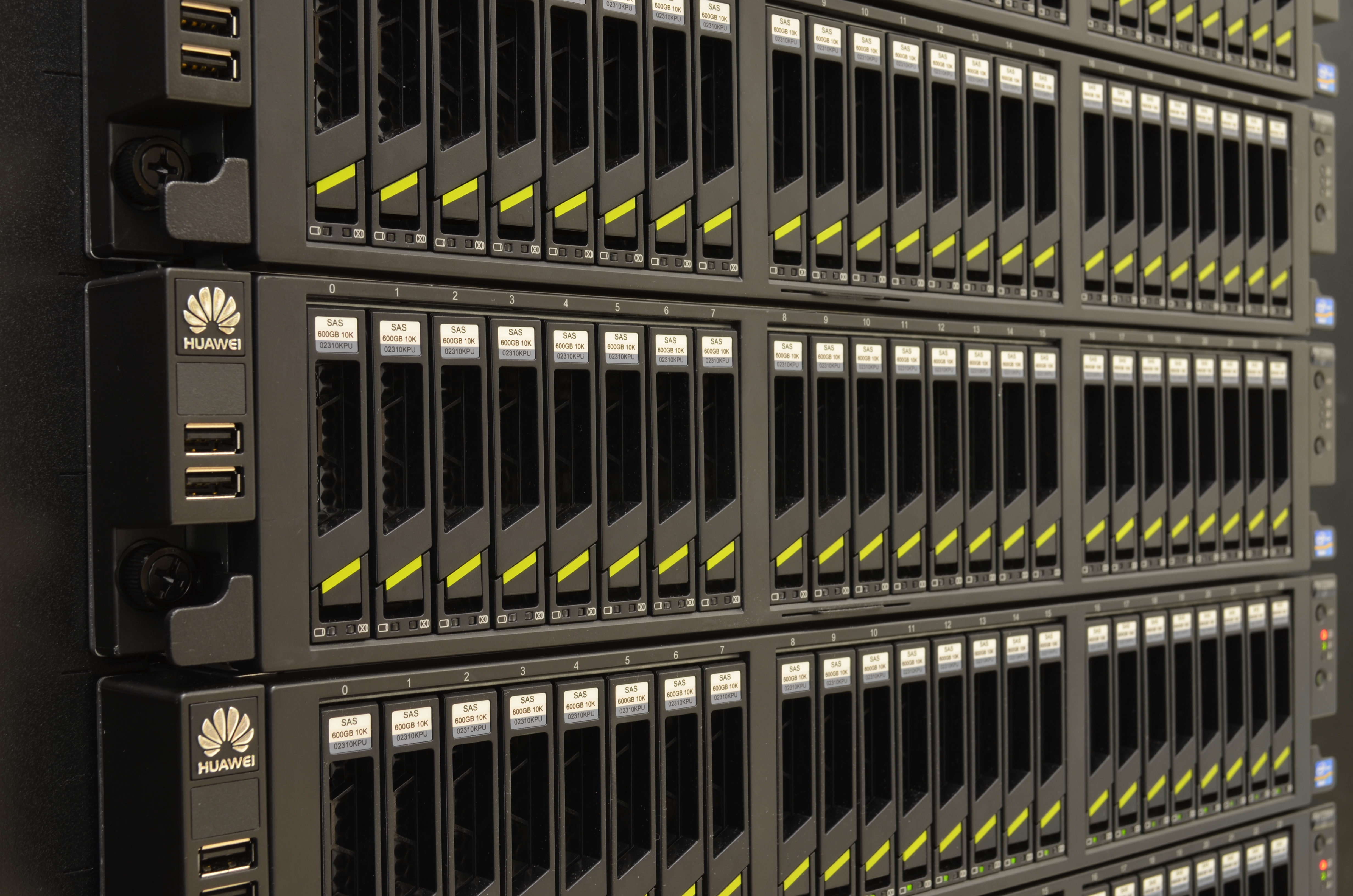
Servidor de almacenamiento con 24 huecos para discos duros y por hardware RAID con soporte de varias configuraciones/niveles RAID

Dependiendo de su configuración (a la que suele llamarse nivel), los beneficios de un RAID respecto a un único disco son uno o varios de los siguientes: mayor integridad, tolerancia frente a fallos, tasa de transferencia y capacidad. En sus implementaciones originales, su ventaja clave era la habilidad de combinar varios dispositivos de bajo coste y tecnología más vieja en un conjunto que ofrecía mayor capacidad, fiabilidad, velocidad o una combinación de éstas que un solo dispositivo de última generación y coste más alto.
En el nivel más simple, un RAID combina varios discos duros en una sola unidad lógica. Así, en lugar de ver varios discos duros diferentes, el sistema operativo ve uno solo. Los RAID suelen usarse en servidores y normalmente (aunque no es necesario) se implementan con unidades de disco de la misma capacidad. Debido al descenso en el precio de los discos duros y la mayor disponibilidad de las opciones RAID incluidas en los chipsets de las placas base, los RAID se encuentran también como opción en las computadoras personales más avanzadas. Esto es especialmente frecuente en las computadoras dedicadas a tareas intensivas y que requiera asegurar la integridad de los datos en caso de fallo del sistema. Esta característica está disponible en los sistemas RAID por hardware (dependiendo de qué estructura elijamos). Por el contrario, los sistemas basados en software son mucho más flexibles y los basados en hardware añaden un punto de fallo más al sistema (la controladora RAID).
Todas las implementaciones pueden soportar el uso de uno o más discos de reserva (hot spare), unidades preinstaladas que pueden usarse inmediatamente (y casi siempre automáticamente) tras el fallo de un disco del RAID. Esto reduce el tiempo del período de reparación al acortar el tiempo de reconstrucción del RAID.

## Niveles RAID estándar
Los niveles RAID más comúnmente usados son:
- RAID 0: Conjunto dividido
- RAID 1: Conjunto en espejo
- RAID 5: Conjunto dividido con paridad distribuida

### RAID 0 (Data Striping, Striped Volume)

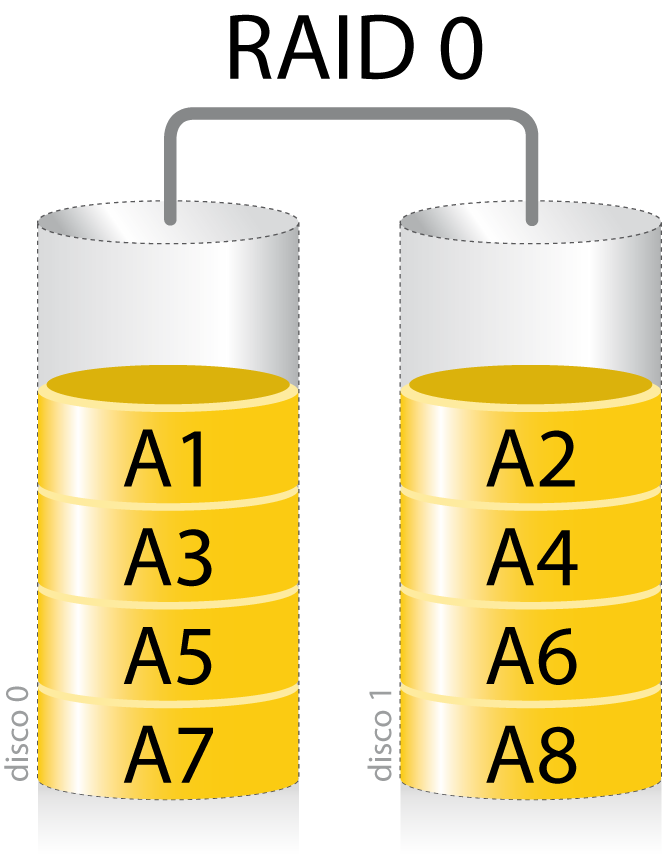
Diagrama de una configuración RAID 0

Un RAID 0 (también llamado conjunto dividido, volumen dividido, volumen seccionado) distribuye los datos equitativamente entre dos o más discos (usualmente se ocupa el mismo espacio en dos o más discos) sin información de paridad que proporcione redundancia. Es importante señalar que el RAID 0 no era uno de los niveles RAID originales y que no es redundante. El RAID 0 se usa habitualmente para proporcionar un alto rendimiento de escritura ya que los datos se escriben en dos o más discos de forma paralela, aunque un mismo fichero solo está presente una vez en el conjunto. RAID 0 también puede utilizarse como forma de crear un pequeño número de grandes discos virtuales a partir de un gran número de pequeños discos físicos. Un RAID 0 puede ser creado con discos de diferentes tamaños, pero el espacio de almacenamiento añadido al conjunto estará limitado por el tamaño del disco más pequeño (por ejemplo, si se hace un conjunto dividido con un disco de 450 GB y otro de 100 GB, el tamaño del conjunto resultante será solo de 200 GB, ya que cada disco aporta 100 GB). Una buena implementación de un RAID 0 dividirá las operaciones de lectura y escritura en bloques de igual tamaño, por lo que distribuirá la información equitativamente entre los dos discos. También es posible crear un RAID 0 con más de dos discos, si bien, la fiabilidad del conjunto será igual a la fiabilidad media de cada disco entre el número de discos del conjunto; es decir, la fiabilidad total —medida como MTTF o MTBF— es (aproximadamente) inversamente proporcional al número de discos del conjunto (pues para que el conjunto falle es suficiente con que lo haga cualquiera de sus discos). No debe confundirse RAID 0 con un Volumen Distribuido (Spanned Volume) en el cual se agregan múltiples espacios no usados de varios discos para formar un único disco virtual. Es posible que en un Volumen Distribuido el fichero a recuperar esté presente en un solo disco del conjunto, debido a que aquí no hay una distribución equitativa de los datos (como se mencionó, para RAID 0); por lo tanto, en ese caso no sería posible la recuperación paralela de datos y no mejoraría el rendimiento de lectura.

### RAID 1 (Data Mirroring)

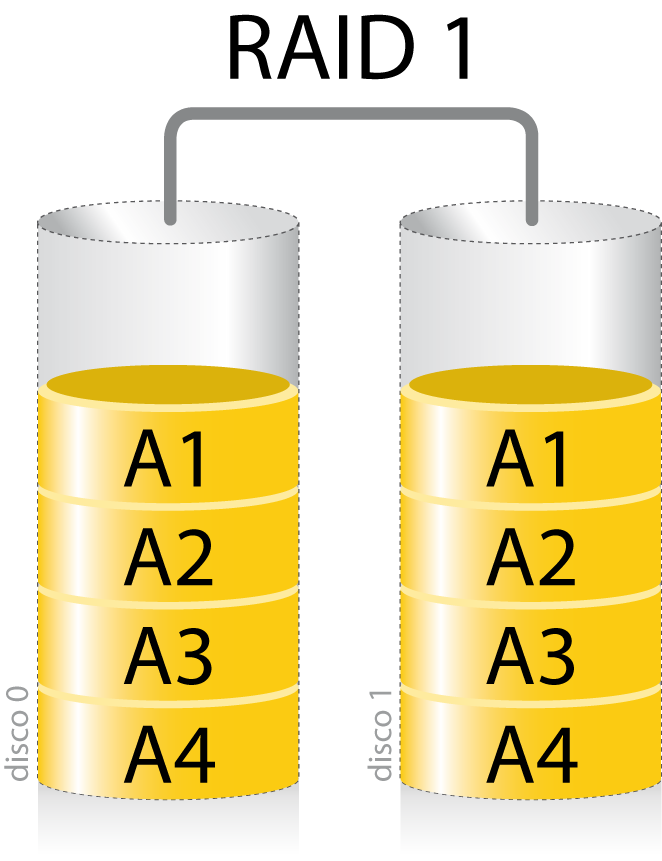
Diagrama de una configuración RAID 1

Un RAID 1 crea una copia exacta (o espejo) de un conjunto de datos en dos o más discos. Esto resulta útil cuando queremos tener más seguridad desaprovechando capacidad, ya que si perdemos un disco, tenemos el otro con la misma información. Un conjunto RAID 1 solo puede ser tan grande como el más pequeño de sus discos. Un RAID 1 clásico consiste en dos discos en espejo, lo que incrementa exponencialmente la fiabilidad respecto a un solo disco; es decir, la probabilidad de fallo del conjunto es igual al producto de las probabilidades de fallo de cada uno de los discos (pues para que el conjunto falle es necesario que lo hagan todos sus discos).
Además, dado que todos los datos están en dos o más discos, con hardware habitualmente independiente, el rendimiento de lectura se incrementa aproximadamente como múltiplo lineal del número de copias; es decir, un RAID 1 puede estar leyendo simultáneamente dos datos diferentes en dos discos diferentes, por lo que su rendimiento se duplica. Para maximizar los beneficios sobre el rendimiento del RAID 1 se recomienda el uso de controladoras de disco independientes, una para cada disco (práctica que algunos denominan splitting o duplexing).
Como en el RAID 0, el tiempo medio de lectura se reduce, ya que los sectores a buscar pueden dividirse entre los discos, bajando el tiempo de búsqueda y subiendo la tasa de transferencia, con el único límite de la velocidad soportada por la controladora RAID. Sin embargo, muchas tarjetas RAID 1 IDE antiguas leen solo de un disco de la pareja, por lo que su rendimiento es igual al de un único disco. Algunas implementaciones RAID 1 antiguas también leen de ambos discos simultáneamente y comparan los datos para detectar errores.
Al escribir, el conjunto se comporta como un único disco, dado que los datos deben ser escritos en todos los discos del RAID 1. Por tanto, el rendimiento de escritura no mejora.
El RAID 1 tiene muchas ventajas de administración. Por ejemplo, en algunos entornos 24/7, es posible «dividir el espejo»: marcar un disco como inactivo, hacer una copia de seguridad de dicho disco y luego «reconstruir» el espejo. Esto requiere que la aplicación de gestión del conjunto soporte la recuperación de los datos del disco en el momento de la división. Este procedimiento es menos crítico que la presencia de una característica de snapshot en algunos sistemas de archivos, en la que se reserva algún espacio para los cambios, presentando una vista estática en un punto temporal dado del sistema de archivos. Alternativamente, un conjunto de discos puede ser almacenado de forma parecida a como se hace con las tradicionales cintas.

### RAID 2

Diagrama de una configuración RAID 2

Distribuye los datos entrelazados a nivel de bit. El código de error se intercala a través de varios discos también a nivel de bit, el código de error se calcula con el código de Hamming. Todo giro del cabezal de disco se sincroniza y los datos se distribuyen en bandas de modo que cada bit secuencial está en una unidad diferente. La paridad de Hamming se calcula a través de los bits correspondientes y se almacena en al menos un disco de paridad. Este nivel es solo significativo a nivel histórico y teórico, ya que actualmente no se utiliza.

### RAID 3

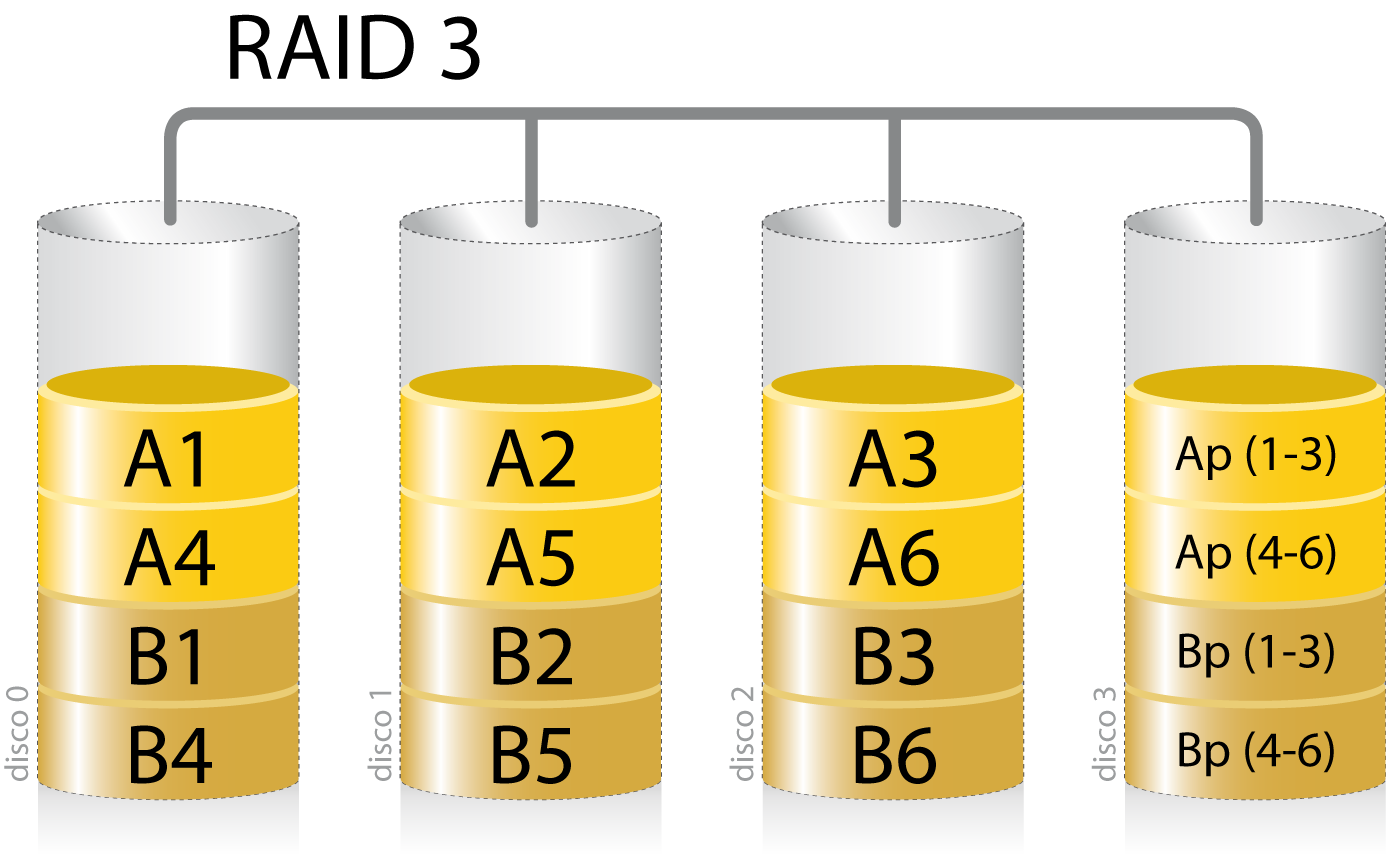
Diagrama de una configuración RAID 3. Cada número representa un byte de datos; cada columna, un disco.

Un RAID 3 usa "data striping" con un disco de paridad dedicado. divide los datos al nivel de bytes. Permite tasas de transferencias extremadamente altas.
Un RAID 3 necesitaría un mínimo de tres discos, utilizando uno para datos de paridad.
En estos se copian los datos en distribución RAID 0 en los 2 primeros discos, sin embargo, en el tercer disco, se crea el byte de paridad. Esto quiere decir que si por ejemplo perdemos un byte de uno de los discos, siempre podremos recuperarlo mediante el byte de paridad que se ha generado anteriormente.
En el ejemplo del gráfico, una petición del bloque «A56» formado por los bytes Ah1 a Af6 requeriría que los tres discos de datos buscaran el comienzo (Ag1) y devolvieran su contenido. Una petición simultánea del bloque «Bh» en el cual guarda la suma de los números de un archivo y en caso de pérdida de datos se hace la diferencia con la suma o la multiplicación incluso.

### RAID 4

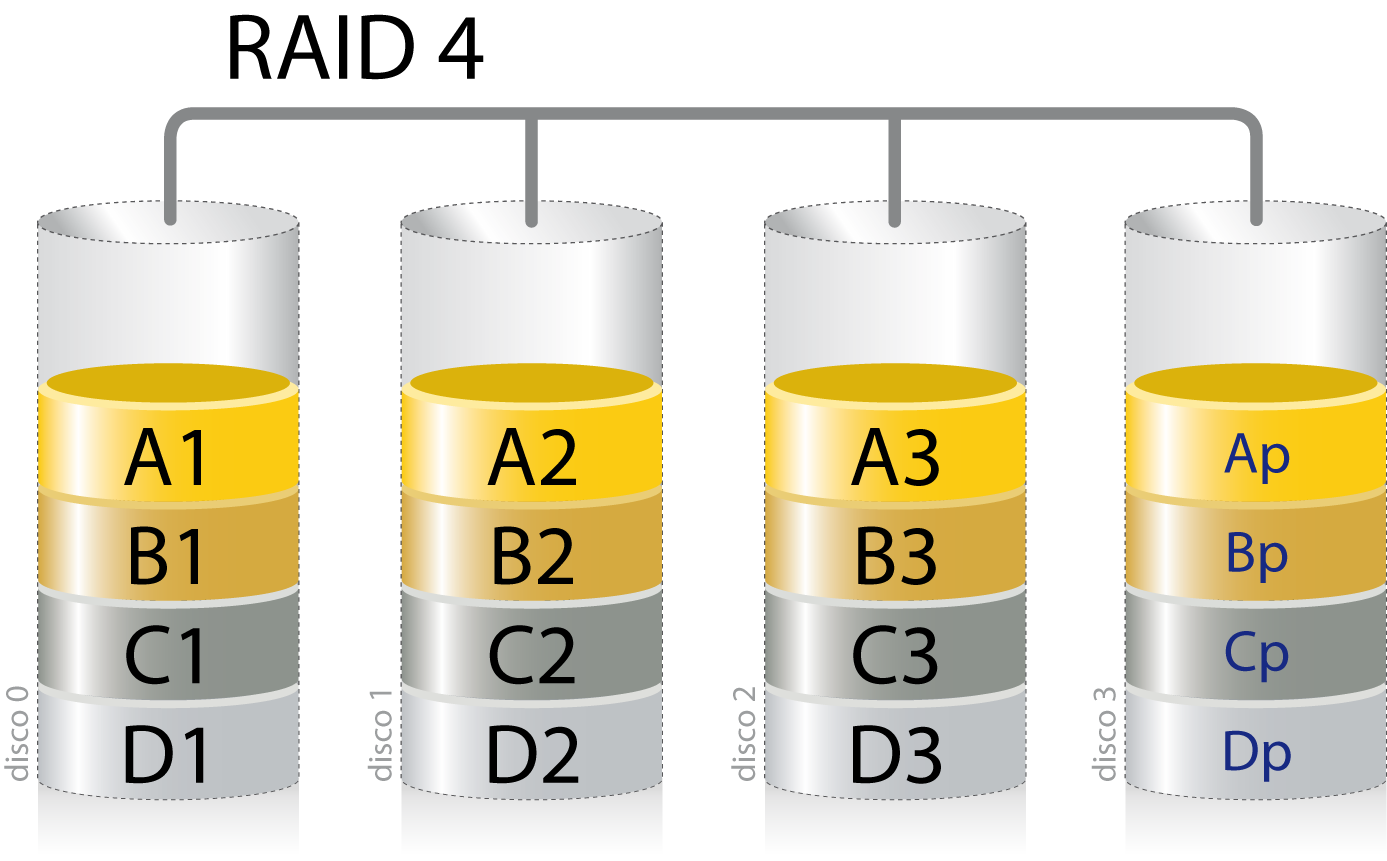
Diagrama de una configuración RAID 4. Cada número representa un bloque de datos; cada columna, un disco.

Un RAID 4, también conocido como IDA (acceso independiente con discos dedicados a la paridad), usa división a nivel de bloques con un disco de paridad dedicado. Necesita un mínimo de 3 discos físicos. El RAID 4 es parecido al RAID 3 excepto porque divide a nivel de bloques en lugar de a nivel de bytes. Esto permite que cada miembro del conjunto funcione independientemente cuando se solicita un único bloque. Si la controladora de disco lo permite, un conjunto RAID 4 puede servir varias peticiones de lectura simultáneamente. En principio también sería posible servir varias peticiones de escritura simultáneamente, pero al estar toda la información de paridad en un solo disco, este se convertiría en el cuello de botella del conjunto.
En el gráfico de ejemplo anterior, una petición del bloque «A1» sería servida por el disco 0. Una petición simultánea del bloque «B1» tendría que esperar, pero una petición de «B2» podría atenderse concurrentemente.

### RAID 5

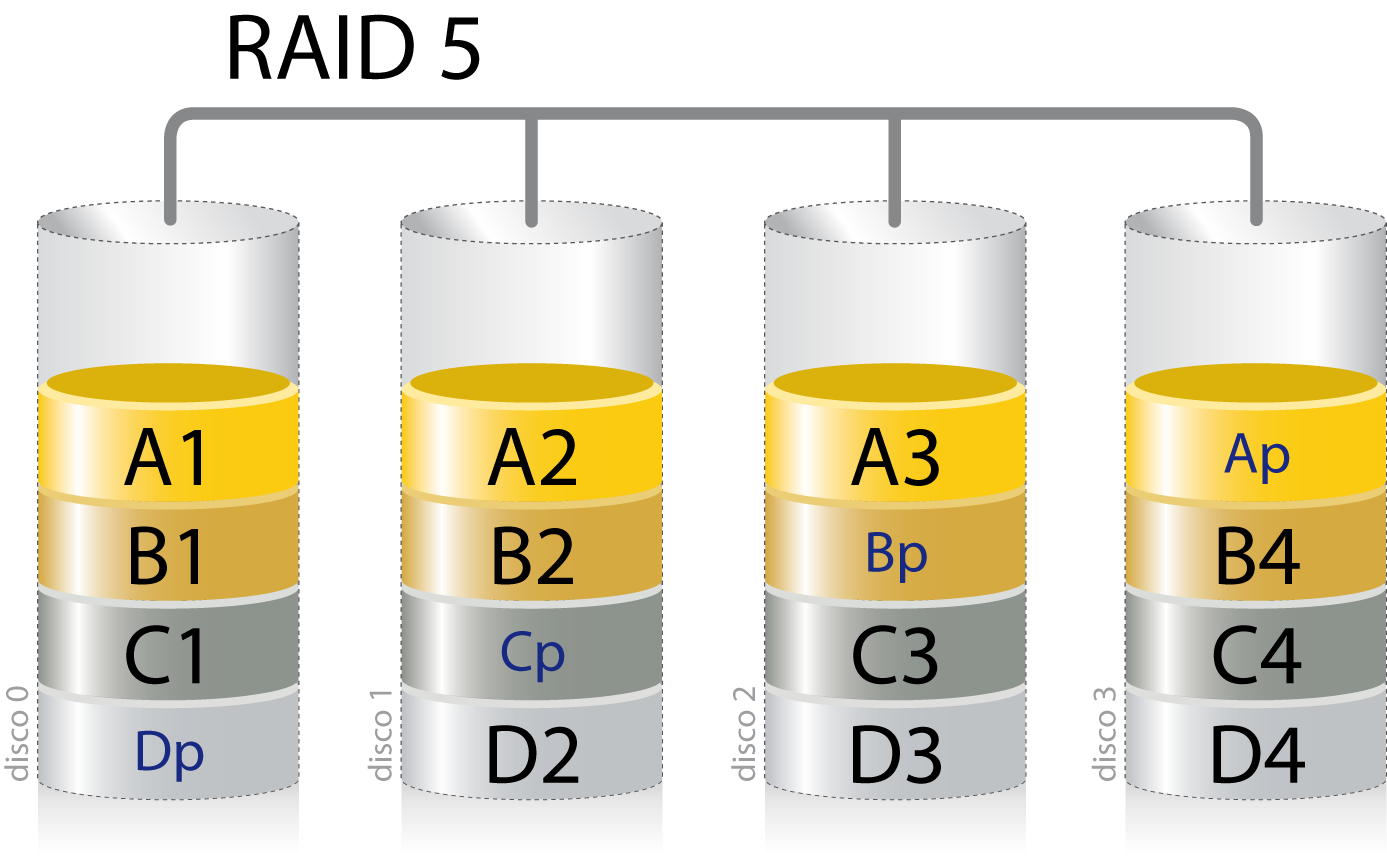
Diagrama de una configuración RAID 5

Un RAID 5 (también llamado distribuido con paridad) es una división de datos a nivel de bloques que distribuye la información de paridad entre todos los discos miembros del conjunto. Esta variante de RAID ha logrado popularidad gracias a su bajo coste de redundancia. Generalmente, se implementa con soporte hardware para el cálculo de la paridad. RAID 5 necesitará un mínimo de 3 discos para ser implementado.
En el gráfico de ejemplo anterior, una petición de lectura del bloque «A1» sería servida por el disco 0. Una petición de lectura simultánea del bloque «B1» tendría que esperar, pero una petición de lectura de «B2» podría atenderse concurrentemente ya que sería servida por el disco 1.
Cada vez que un bloque de datos se escribe en un RAID 5, se genera un bloque de paridad dentro de la misma división (stripe). Un bloque se compone a menudo de muchos sectores consecutivos de disco. Una serie de bloques (un bloque de cada uno de los discos del conjunto) recibe el nombre colectivo de división (stripe). Si otro bloque, o alguna porción de un bloque, es escrita en esa misma división, el bloque de paridad (o una parte del mismo) es recalculada y vuelta a escribir. El disco utilizado por el bloque de paridad está escalonado de una división a la siguiente, de ahí el término «bloques de paridad distribuidos». Las escrituras en un RAID 5 son costosas en términos de operaciones de disco y tráfico entre los discos y la controladora.
Los bloques de paridad no se leen en las operaciones de lectura de datos, ya que esto sería una sobrecarga innecesaria y disminuiría el rendimiento. Sin embargo, los bloques de paridad se leen cuando la lectura de un sector de datos provoca un error de CRC. En este caso, el sector en la misma posición relativa dentro de cada uno de los bloques de datos restantes en la división y dentro del bloque de paridad en la división se utilizan para reconstruir el sector erróneo. El error CRC se oculta así al resto del sistema. De la misma forma, si falla un disco del conjunto, los bloques de paridad de los restantes discos son combinados matemáticamente con los bloques de datos de los restantes discos para reconstruir los datos del disco que ha fallado «al vuelo».
Lo anterior se denomina a veces Modo Interino de Recuperación de Datos (Interim Data Recovery Mode). El sistema sabe que un disco ha fallado, pero solo con el fin de que el sistema operativo pueda notificar al administrador que una unidad necesita ser reemplazada: las aplicaciones en ejecución siguen funcionando ajenas al fallo. Las lecturas y escrituras continúan normalmente en el conjunto de discos, aunque con alguna degradación de rendimiento. La diferencia entre el RAID 4 y el RAID 5 es que, en el Modo Interno de Recuperación de Datos, el RAID 5 puede ser ligeramente más rápido, debido a que, cuando el CRC y la paridad están en el disco que falló, los cálculos no tienen que realizarse, mientras que en el RAID 4, si uno de los discos de datos falla, los cálculos tienen que ser realizados en cada acceso.
El fallo de un segundo disco provoca la pérdida completa de los datos.
El número máximo de discos en un grupo de redundancia RAID 5 es teóricamente ilimitado, pero en la práctica es común limitar el número de unidades. Los inconvenientes de usar grupos de redundancia mayores son una mayor probabilidad de fallo simultáneo de dos discos, un mayor tiempo de reconstrucción y una mayor probabilidad de hallar un sector irrecuperable durante una reconstrucción. A medida que el número de discos en un conjunto RAID 5 crece, el MTBF (tiempo medio entre fallos) puede ser más bajo que el de un único disco. Esto sucede cuando la probabilidad de que falle un segundo disco en los N-1 discos restantes de un conjunto en el que ha fallado un disco en el tiempo necesario para detectar, reemplazar y recrear dicho disco es mayor que la probabilidad de fallo de un único disco. Una alternativa que proporciona una protección de paridad dual, permitiendo así mayor número de discos por grupo, es el RAID 6.
Algunos vendedores RAID evitan montar discos de los mismos lotes en un grupo de redundancia para minimizar la probabilidad de fallos simultáneos al principio y el final de su vida útil.
Las implementaciones RAID 5 presentan un rendimiento malo cuando se someten a cargas de trabajo que incluyen muchas escrituras más pequeñas que el tamaño de una división (stripe). Esto se debe a que la paridad debe ser actualizada para cada escritura, lo que exige realizar secuencias de lectura, modificación y escritura tanto para el bloque de datos como para el de paridad. Implementaciones más complejas incluyen a menudo cachés de escritura no volátiles para reducir este problema de rendimiento.
En el caso de un fallo del sistema cuando hay escrituras activas, la paridad de una división (stripe) puede quedar en un estado inconsistente con los datos. Si esto no se detecta y repara antes de que un disco o bloque falle, pueden perderse datos debido a que se usará una paridad incorrecta para reconstruir el bloque perdido en dicha división. Esta potencial vulnerabilidad se conoce a veces como «agujero de escritura». Son comunes el uso de caché no volátiles y otras técnicas para reducir la probabilidad de ocurrencia de esta vulnerabilidad.

### RAID 6

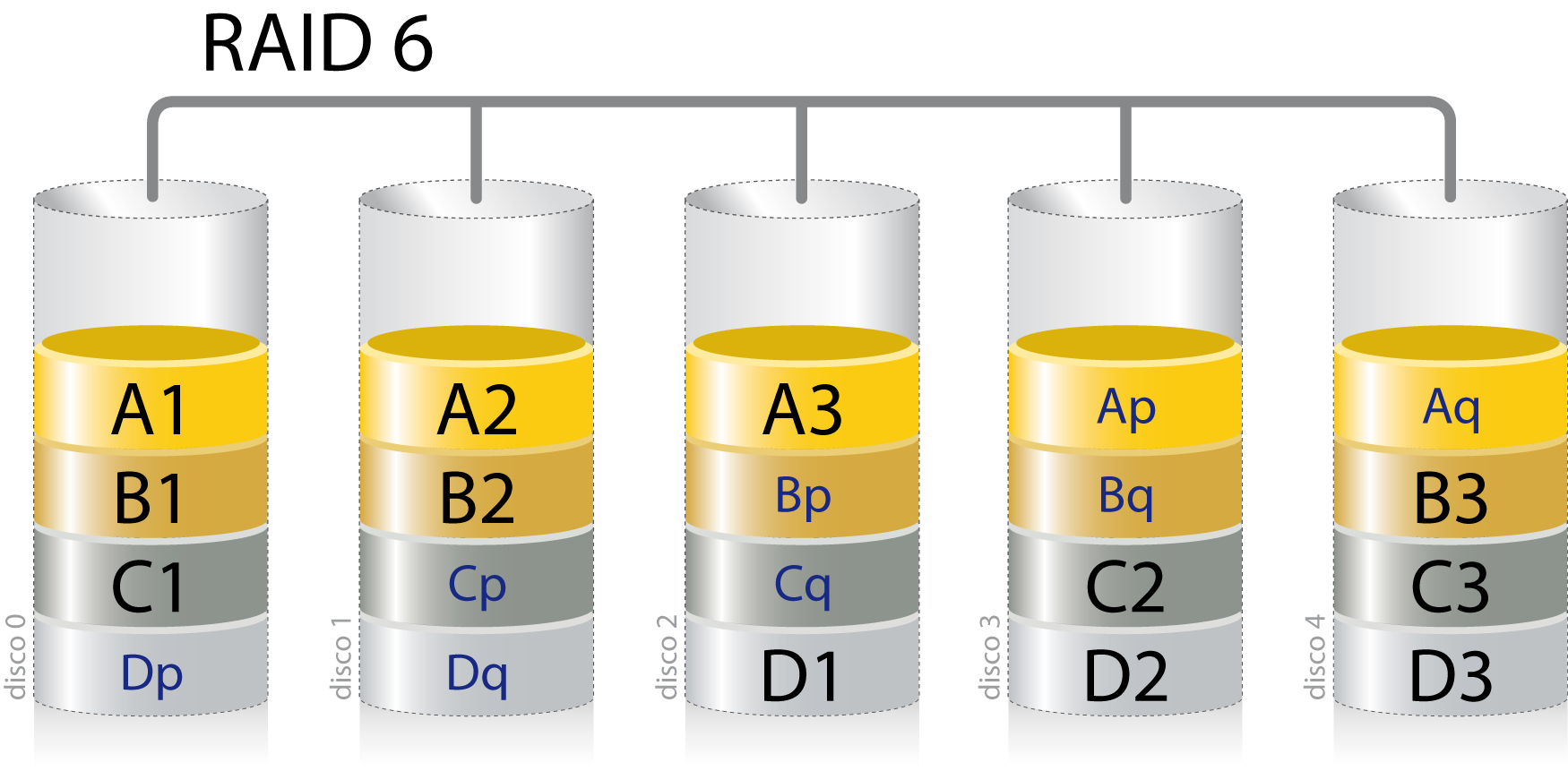
Diagrama de una configuración RAID 6. Cada número representa un bloque de datos; cada columna, un disco; p y q, códigos Reed-Solomon.

Un RAID 6 amplía el nivel RAID 5 añadiendo otro bloque de paridad, por lo que divide los datos a nivel de bloques y distribuye los dos bloques de paridad entre todos los miembros del conjunto. El RAID 6 no era uno de los niveles RAID originales.
El RAID 6 puede ser considerado un caso especial de código Reed-Solomon. El RAID 6, como es un caso degenerado, exige solo sumas en el Campo de Galois. Dado que se está operando sobre bits, lo que se usa es un campo binario de Galois ({\displaystyle GF\left(2^{m}\right)}). En las representaciones cíclicas de los campos binarios de Galois, la suma se calcula con un simple XOR.
Tras comprender el RAID 6 como caso especial de un código Reed-Solomon, se puede ver que es posible ampliar este enfoque para generar redundancia simplemente produciendo otro código, típicamente un polinomio en {\displaystyle GF\left(2^{8}\right)} (m = 8 significa que estamos operando sobre bytes). Al añadir códigos adicionales es posible alcanzar cualquier número de discos redundantes, y recuperarse de un fallo de ese mismo número de discos en cualquier punto del conjunto, pero en el nivel RAID 6 se usan dos únicos códigos.
Al igual que en el RAID 5, en el RAID 6 la paridad se distribuye en divisiones (stripes), con los bloques de paridad en un lugar diferente en cada división.
El RAID 6 no es muy eficaz cuando se usa un pequeño número de discos, pero a medida que el conjunto crece y se dispone de más discos la pérdida en capacidad de almacenamiento se hace menos importante, creciendo al mismo tiempo la probabilidad de que dos discos fallen simultáneamente. El RAID 6 proporciona protección contra fallos dobles de discos y contra fallos cuando se está reconstruyendo un disco. En caso de que solo tengamos un conjunto puede ser más adecuado que usar un RAID 5 con un disco de reserva (hot spare).
La capacidad de datos de un conjunto RAID 6 es n-2, y n es el número total de discos del conjunto.
Un RAID 6 no penaliza el rendimiento de las operaciones de lectura, pero sí el de las de escritura debido al proceso que exigen los cálculos adicionales de paridad. Esta penalización puede minimizarse agrupando las escrituras en el menor número posible de divisiones (stripes), lo que puede lograrse mediante el uso de un sistema de archivos WAFL.

### RAID 5E y RAID 6E

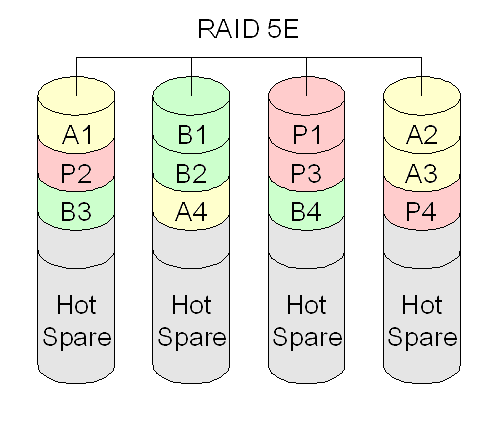
RAID 5E

Se puede llamar RAID 5E y RAID 6E a las variantes de RAID 5 y RAID 6 que incluyen disco de reserva (RAID). Estos discos pueden estar conectados y preparados (hot spare) o en espera (standby spare). En los RAID 5E y RAID 6E, los discos de reserva están disponibles para cualquiera de las unidades miembro. No suponen mejora alguna del rendimiento, pero sí se minimiza el tiempo de reconstrucción (en el caso de los discos hot spare) y las labores de administración cuando se producen fallos. Un disco de reserva no es realmente parte del conjunto hasta que un disco falla y el conjunto se reconstruye sobre el de reserva.

## Niveles RAID anidados (de nidos)
Muchas controladoras permiten anidar niveles RAID, es decir, que un RAID pueda usarse como elemento básico de otro en lugar de discos físicos. Resulta instructivo pensar en estos conjuntos como capas dispuestas unas sobre otras, con los discos físicos en la inferior.
Los RAID anidados se indican normalmente uniendo en un solo número los correspondientes a los niveles RAID usados, añadiendo a veces un «+» entre ellos. Por ejemplo, el RAID 10 (o RAID 1+0) consiste conceptualmente en múltiples conjuntos de nivel 1 almacenados en discos físicos con un nivel 0 encima, agrupando los anteriores niveles 1. En el caso del RAID 0+1 se usa más esta forma que RAID 01 para evitar la confusión con el RAID 1. Sin embargo, cuando el conjunto de más alto nivel es un RAID 0 (como en el RAID 10 y en el RAID 50), la mayoría de los vendedores eligen omitir el «+», a pesar de que RAID 5+0 sea más informativo.
Al anidar niveles RAID, se suele combinar un nivel RAID que proporcione redundancia con un RAID 0 que aumenta el rendimiento. Con estas configuraciones es preferible tener el RAID 0 como nivel más alto y los conjuntos redundantes debajo, porque así será necesario reconstruir menos discos cuando uno falle. (Así, el RAID 10 es preferible al RAID 0+1 aunque las ventajas administrativas de «dividir el espejo» del RAID 1 se perderían.)
Los niveles RAID anidados más comúnmente usados son:
- RAID 0+1: Un espejo de divisiones
- RAID 1+0: Una división de espejos
- RAID 30: Una división de niveles RAID con paridad dedicada
- RAID 100: Una división de una división de espejos
- RAID 10+1: Un Espejo de espejos

### RAID 0+1

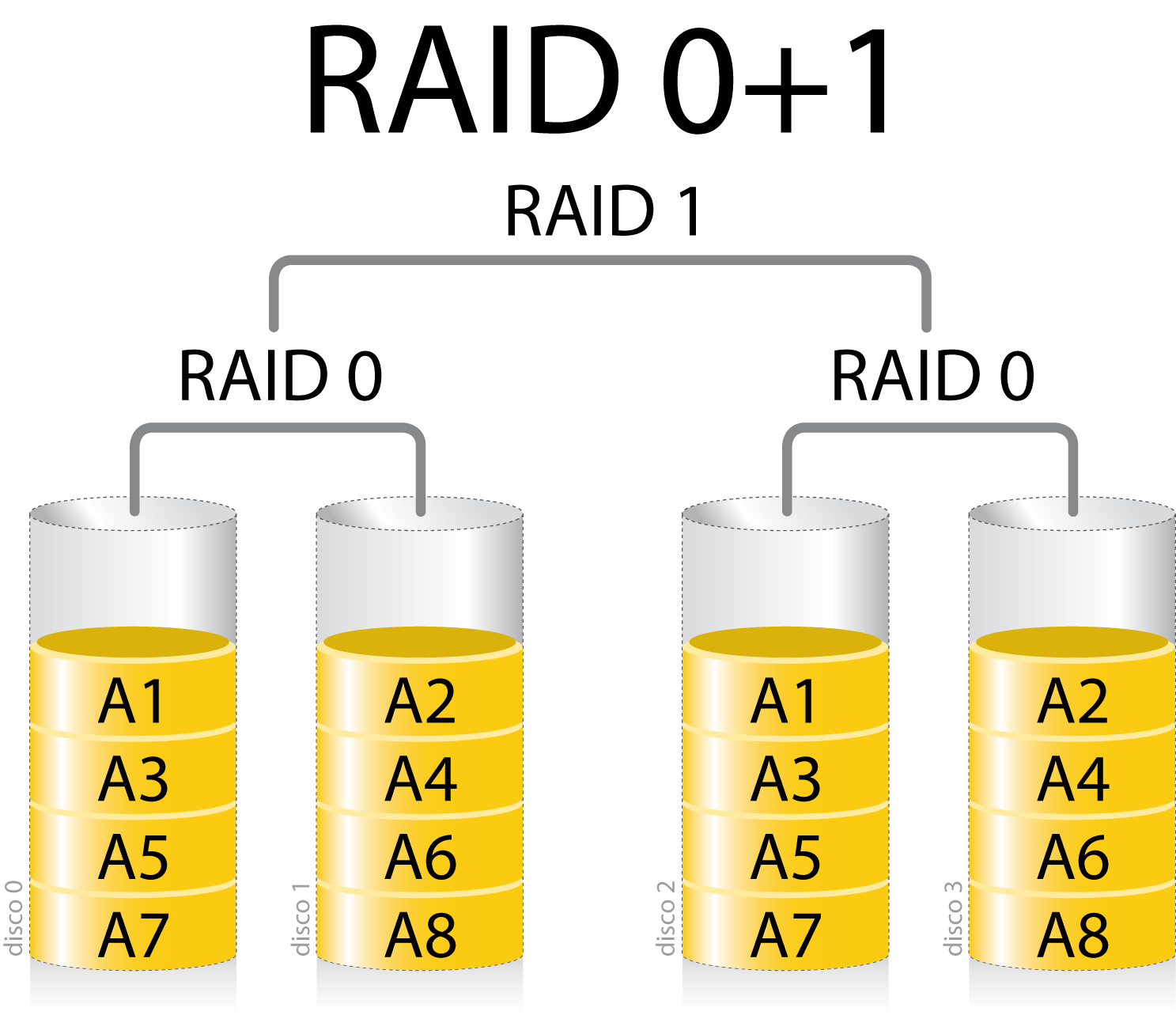
Diagrama de una configuración RAID 0+1

### RAID 1+0

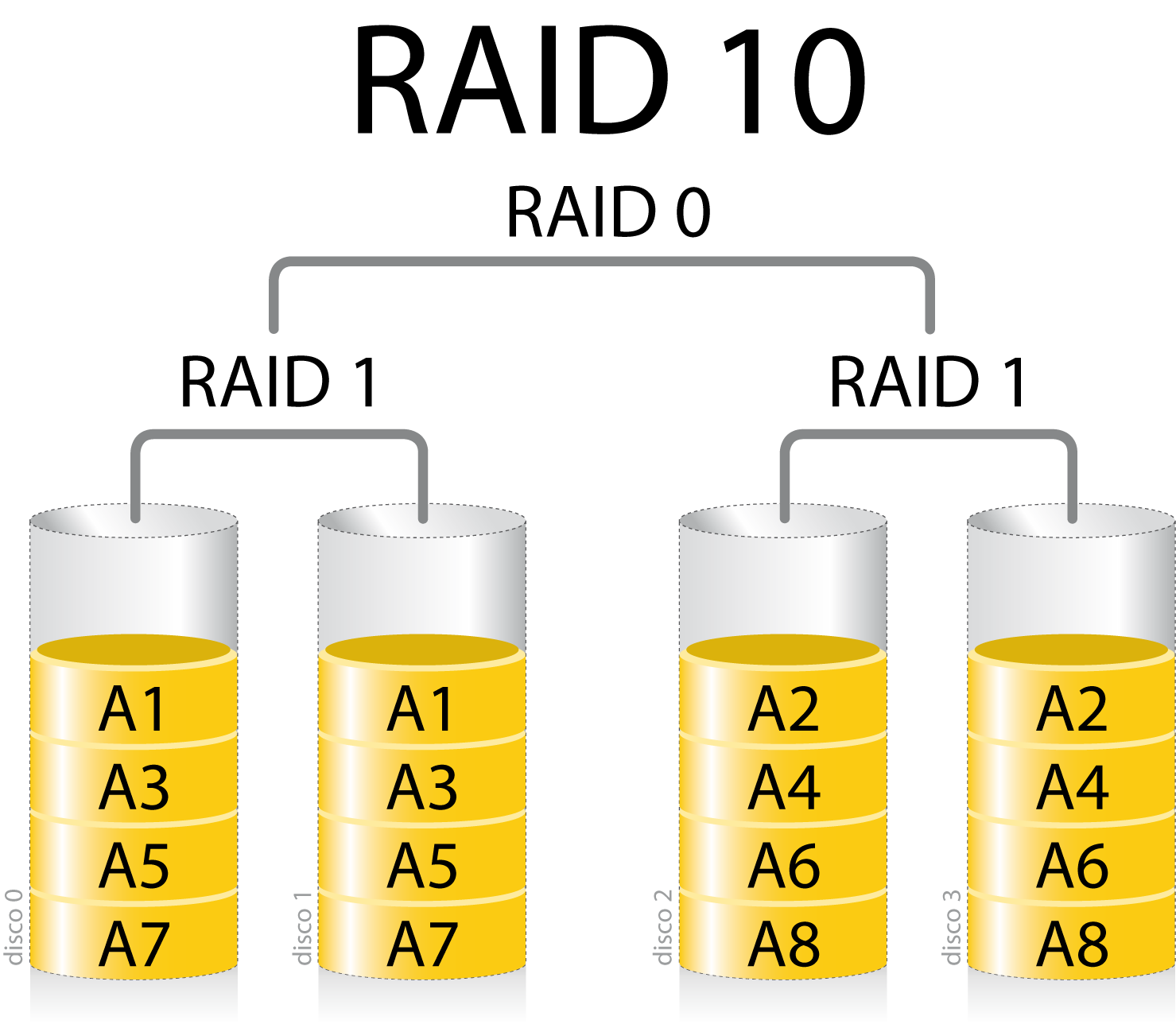
Diagrama de una configuración RAID 10

Un RAID 1+0, a veces llamado RAID 10 es lo más parecido a un RAID 0+1 con la excepción de que los niveles RAID que lo forman se invierte: el RAID 10 es una división de espejos.

### RAID 30

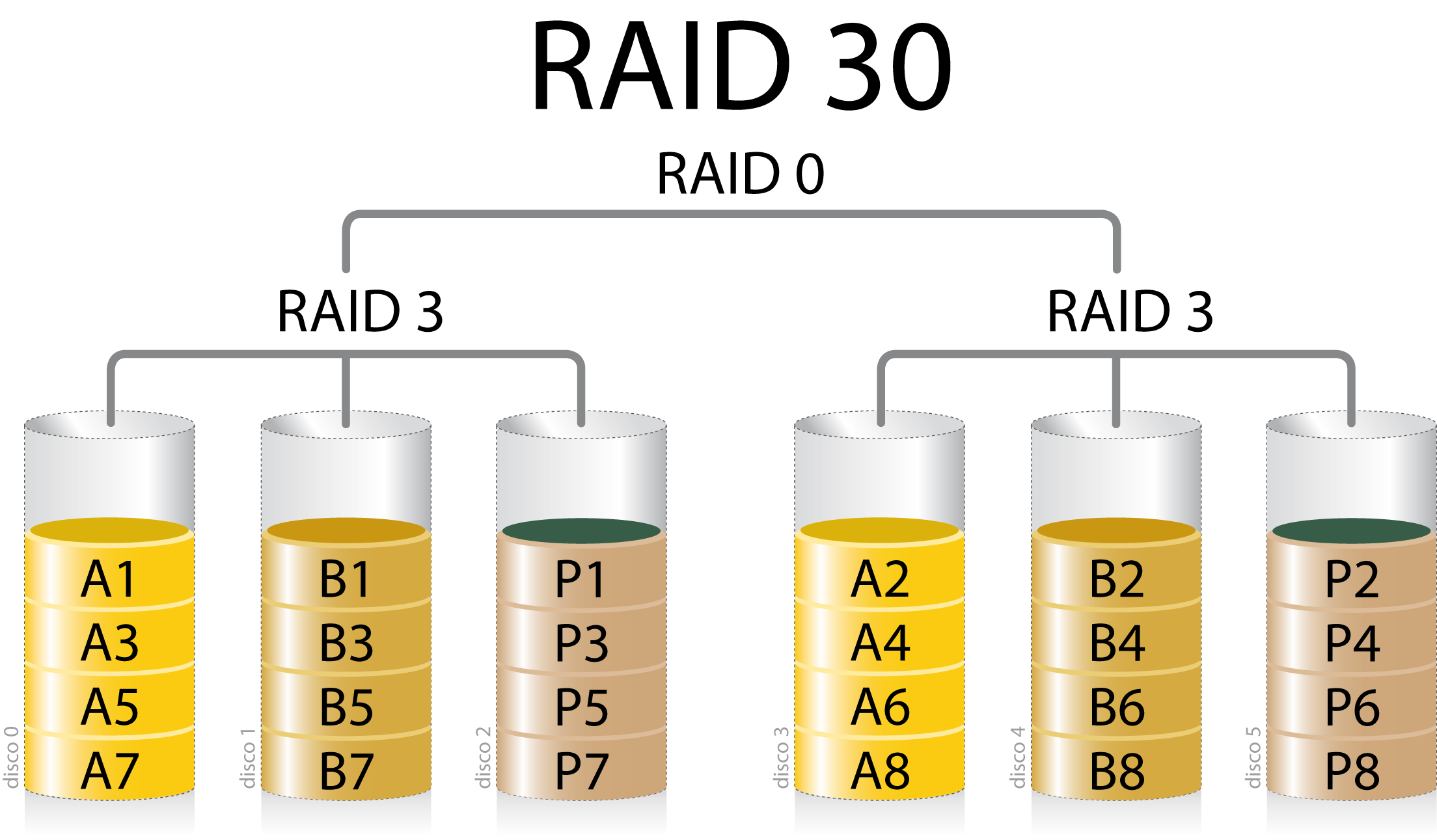
Diagrama de una configuración RAID 30

El RAID 30 o división con conjunto de paridad dedicado es una combinación de un RAID 3 y un RAID 0. El RAID 30 proporciona tasas de transferencia elevadas combinadas con una alta fiabilidad a cambio de un coste de implementación muy alto. La mejor forma de construir un RAID 30 es combinar dos conjuntos RAID 3 con los datos divididos en ambos conjuntos. El RAID 30 trocea los datos en bloques más pequeños y los divide en cada conjunto RAID 3, que a su vez lo divide en trozos aún menores, calcula la paridad aplicando un XOR a cada uno y los escriben en todos los discos del conjunto salvo en uno, donde se almacena la información de paridad. El tamaño de cada bloque se decide en el momento de construir el RAID.
El RAID 30 permite que falle un disco de cada conjunto RAID 3. Hasta que estos discos que fallaron sean reemplazados, los otros discos de cada conjunto que sufrió el fallo son puntos únicos de fallo para el conjunto RAID 30 completo. En otras palabras, si alguno de ellos falla se perderán todos los datos del conjunto. El tiempo de recuperación necesario (detectar y responder al fallo del disco y reconstruir el conjunto sobre el disco nuevo) representa un periodo de vulnerabilidad para el RAID.

### RAID 100

RAID 100

Un RAID 100, a veces llamado también RAID 10+0 es una división de conjuntos RAID 10. El RAID 100 es un ejemplo de «RAID cuadriculado», un RAID en el que conjuntos divididos son a su vez divididos conjuntamente de nuevo.
Todos los discos menos uno podría fallar en cada RAID 1 sin perder datos. Sin embargo, el disco restante de un RAID 1 se convierte así en un punto único de fallo para el conjunto degradado. A menudo el nivel superior de división se hace por software. Algunos vendedores llaman a este nivel más alto un MetaLun o Soft Stripe.
Los principales beneficios de un RAID 100 (y de los RAID cuadriculados en general) sobre un único nivel RAID son mejor rendimiento para lecturas aleatorias y la mitigación de los puntos calientes de riesgo en el conjunto. Por estas razones, el RAID 100 es a menudo la mejor elección para bases de datos muy grandes, donde el conjunto software subyacente limita la cantidad de discos físicos permitidos en cada conjunto estándar. Implementar niveles RAID anidados permite eliminar virtualmente el límite de unidades físicas en un único volumen lógico.

### RAID 10+1
Un RAID 10+1 es un reflejo de dos RAID 10. Se utiliza en la llamados Network RAID que aceptan algunas cabinas de datos. Es un sistema de alta disponibilidad por red, lo que permite la replicación de datos entre cabinas a nivel de RAID, con lo cual se simplifica ampliamente la gestión de replicación de cabinas.
El RAID 10+1, tratándose de espejos de RAID10 que tienen una gran velocidad de acceso, hace que el rendimiento sea muy aceptable, siempre y cuando se respete el requerimiento de 2ms de latencia como máximo.

### RAID 50

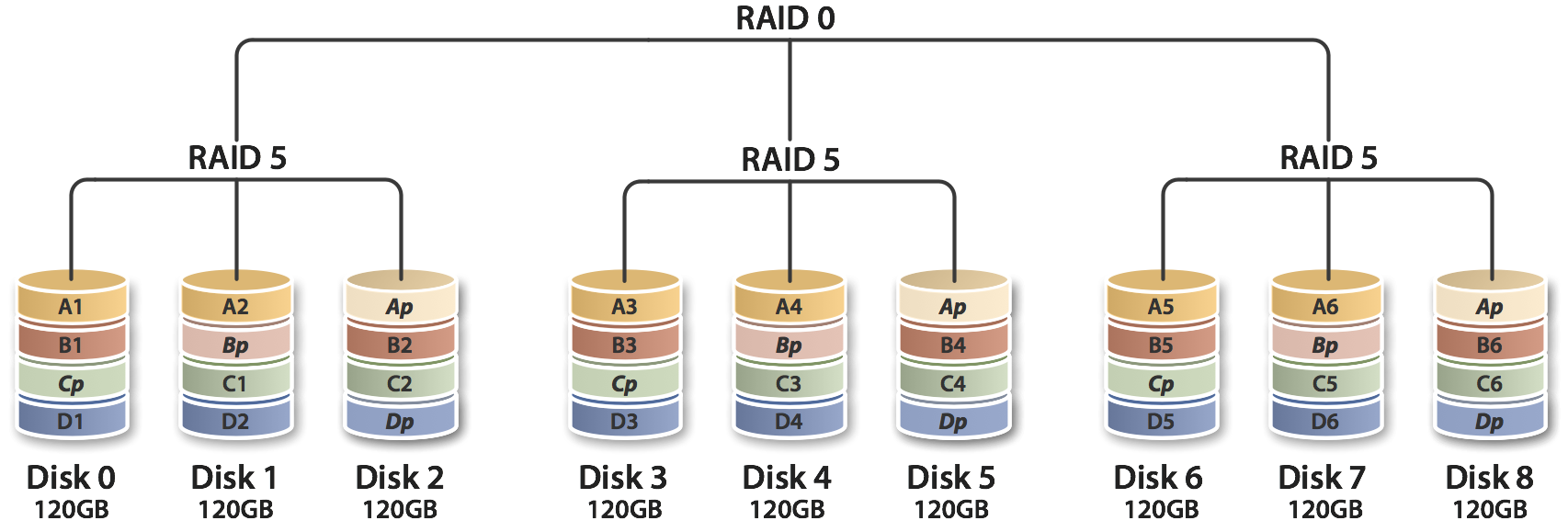
RAID 50

Un RAID 50, a veces llamado también RAID 5+0, combina la división a nivel de bloques de un RAID 0 con la paridad distribuida de un RAID 5, siendo pues un conjunto RAID 0 dividido de elementos RAID 5.
Un disco de cada conjunto RAID 5 puede fallar sin que se pierdan datos. Sin embargo, si el disco que falla no se reemplaza, los discos restantes de dicho conjunto se convierten en un punto único de fallo para todo el conjunto. Si uno falla, todos los datos del conjunto global se pierden. El tiempo necesario para recuperar (detectar y responder al fallo de disco y reconstruir el conjunto sobre el nuevo disco) representa un periodo de vulnerabilidad del conjunto RAID.
La configuración de los conjuntos RAID repercute sobre la tolerancia a fallos general. Una configuración de tres conjuntos RAID 5 de siete discos cada uno tiene la mayor capacidad y eficiencia de almacenamiento, pero solo puede tolerar un máximo de tres fallos potenciales de disco. Debido a que la fiabilidad del sistema depende del rápido reemplazo de los discos averiados para que el conjunto pueda reconstruirse, es común construir conjuntos RAID 5 de seis discos con un disco de reserva en línea (hot spare) que permite empezar de inmediato la reconstrucción en caso de fallo del conjunto. Esto no soluciona el problema de que el conjunto sufre un estrés máximo durante la reconstrucción dado que es necesario leer cada bit, justo cuando es más vulnerable. Una configuración de siete conjuntos RAID 5 de tres discos cada uno puede tolerar hasta siete fallos de disco pero tiene menor capacidad y eficiencia de almacenamiento.
El RAID 50 mejora el rendimiento del RAID 5, especialmente en escritura, y proporciona mejor tolerancia a fallos que un nivel RAID único. Este nivel se recomienda para aplicaciones que necesitan gran tolerancia a fallos, capacidad y rendimiento de búsqueda aleatoria.
A medida que el número de unidades del conjunto RAID 50 crece y la capacidad de los discos aumenta, el tiempo de recuperación lo hace también.

## Niveles RAID propietarios
Aunque todas las implementaciones de RAID difieren en algún grado de la especificación idealizada, algunas compañías han desarrollado implementaciones RAID completamente propietarias que difieren sustancialmente de todas las demás.

### RAID 50EE
Himperia utiliza el RAID 50EE en el ZStore 3212L. Se trata de un RAID 0 de dos pools, cada uno de ellos con RAID 5EE (7+1+1). Tolera el fallo simultáneo de dos discos, y hasta 4 discos no simultáneos. El tiempo de reconstrucción se reduce al mínimo, gracias al RAID 5EE. Y se mejora el rendimiento gracias al RAID 0.

### Paridad doble

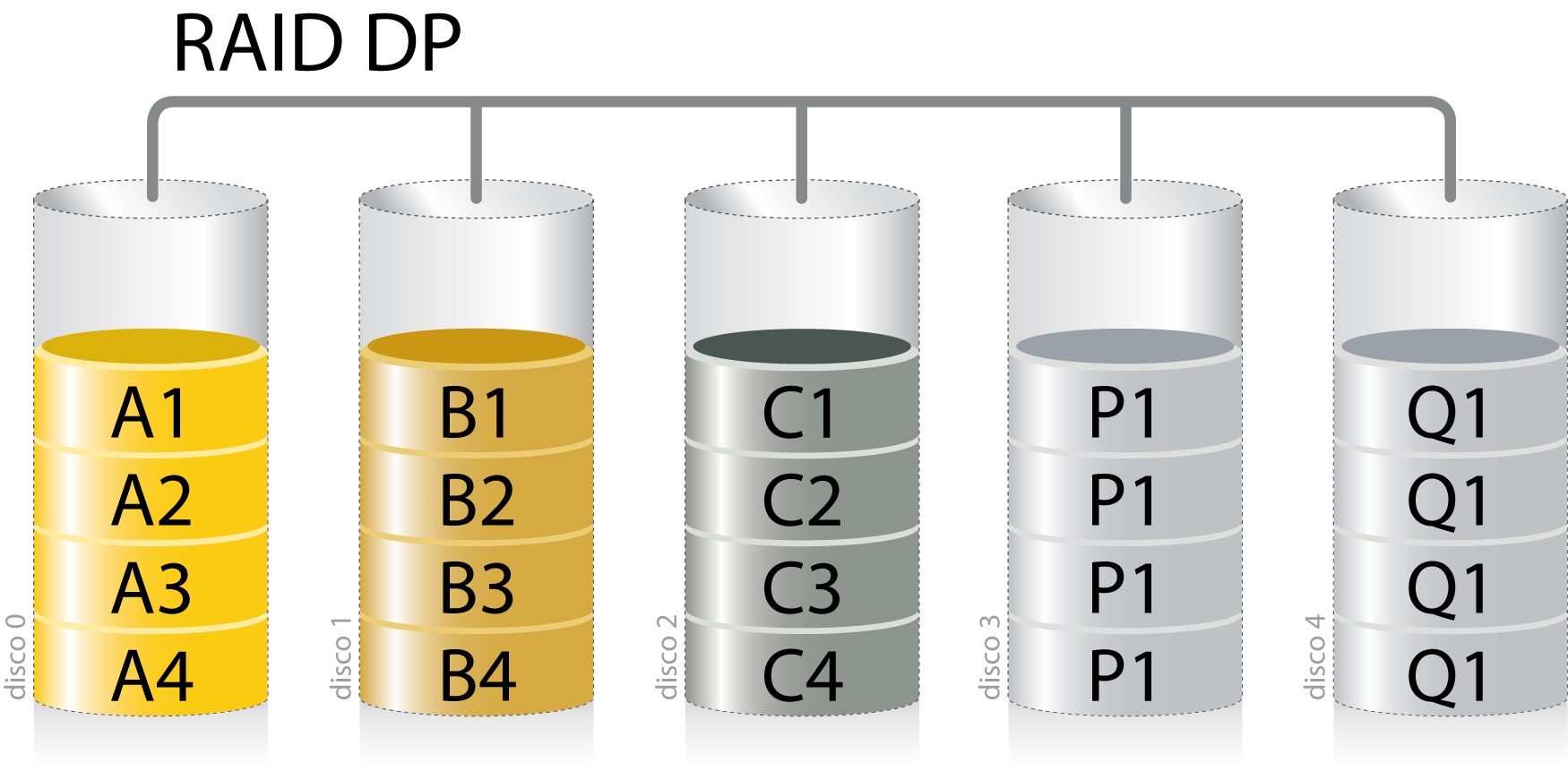
Diagrama una configuración RAID de doble paridad

Una adición frecuente a los niveles RAID existentes es la paridad doble, a veces implementada y conocida como paridad diagonal. Como en el RAID 6, hay dos conjuntos de información de chequeo de paridad, pero a diferencia de aquel, el segundo conjunto no es otro conjunto de puntos calculado sobre un síndrome polinomial diferente para los mismos grupos de bloques de datos, sino que se calcula la paridad extra a partir de un grupo diferente de bloques de datos. Por ejemplo, sobre el gráfico tanto el RAID 5 como el RAID 6 calcularían la paridad sobre todos los bloques de la letra A para generar uno o dos bloques de paridad. Sin embargo, es bastante fácil calcular la paridad contra múltiples grupos de bloques, en lugar de solo sobre los bloques de la letra A: puede calcularse la paridad sobre los bloques de la letra A y un grupo permutado de bloques.
De nuevo sobre el ejemplo, los bloques Q son los de la paridad doble. El bloque Q2 se calcularía como A2 xor B3 xor P3, mientras el bloque Q3 se calcularía como A3 xor P2 xor C1 y el Q1 sería A1 xor B2 xor C3. Debido a que los bloques de paridad doble se distribuyen correctamente, es posible reconstruir dos discos de datos que fallen mediante recuperación iterativa. Por ejemplo, B2 podría recuperarse sin usar ninguno de los bloque x1 ni x2 mediante el cálculo de B3 xor P3 xor Q2 = A2, luego A2 xor A3 xor P1 = A1, y finalmente A1 xor C3 xor Q1 = B2.
No es recomendable que el sistema de paridad doble funcione en modo degradado debido a su bajo rendimiento.

### RAID 1.5
RAID 1.5 es un nivel RAID propietario de HighPoint a veces incorrectamente denominado RAID 15. Por la poca información disponible, parece ser una implementación correcta de un RAID 1. Cuando se lee, los datos se recuperan de ambos discos simultáneamente y la mayoría del trabajo se hace en hardware en lugar de en el controlador software.
RAID 15 se compone de al menos tres elementos lógicos (el requisito mínimo para RAID 5) que son a su vez compuesta de matrices RAID 1. RAID 51 es exactamente lo contrario: que refleja dos matrices RAID 5.
No es difícil ver que la combinación de dos modos RAID mejora en gran medida la seguridad de datos. Con una matriz RAID 15, una unidad puede fallar en cada bloque RAID 1 sin poner todo el sistema al borde del desastre.

### RAID 7
RAID 7 es una marca registrada de Storage Computer Corporation, que añade cachés a un RAID 3 o RAID 4 para mejorar el rendimiento.

### RAID S o RAID de paridad
RAID S es un sistema RAID de paridad distribuida propietario de EMC Corporation usado en sus sistemas de almacenamiento Symmetrix. Cada volumen reside en un único disco físico, y se combinan arbitrariamente varios volúmenes para el cálculo de paridad. EMC llamaba originalmente a esta característica RAID S y luego la rebautizó RAID de paridad (Parity RAID) para su plataforma Symmetrix DMX. EMC ofrece también actualmente un RAID 5 estándar para el Symmetrix DMX.

### Matrix RAID

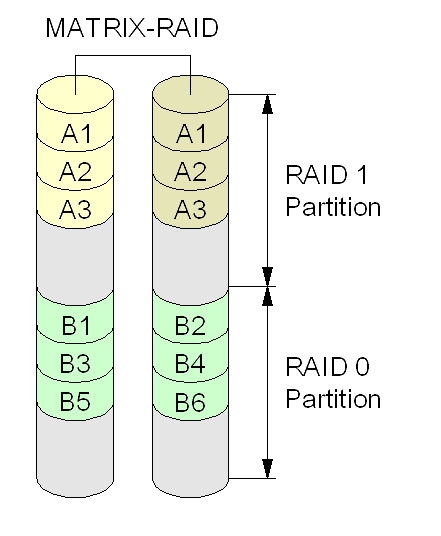
Diagrama de una configuración Matriz RAID

Matrix RAID (‘matriz RAID’) es una característica que apareció por vez primera en la BIOS RAID Intel ICH6R. No es un nuevo nivel RAID.
El Matrix RAID utiliza dos o más discos físicos, asignando partes de idéntico tamaño de cada uno de los diferentes niveles de RAID. Así, por ejemplo, sobre 4 discos de un total de 600GB, se pueden usar 200 en raid 0, 200 en raid 10 y 200 en raid 5. Actualmente, la mayoría de los otros productos RAID BIOS de gama baja solo permiten que un disco participen en un único conjunto.
Este producto está dirigido a los usuarios domésticos, proporcionando una zona segura (la sección RAID 1) para documentos y otros archivos que se desean almacenar redundantemente y una zona más rápida (la sección RAID 0) para el sistema operativo, aplicaciones, etcétera.

### Linux MD RAID 10

RAID 10

La controladora RAID software del kernel de Linux (llamada md, de multiple disk, ‘disco múltiple’) puede ser usada para construir un conjunto RAID 1+0 clásico, pero también permite un único nivel RAID 10 con algunas extensiones interesantes.
En particular, soporta un espejado de k bloques en n unidades cuando k no es divisible por n. Esto se hace repitiendo cada bloque k veces al escribirlo en un conjunto RAID 0 subyacente de n unidades. Evidentemente esto equivale a la configuración RAID 10 estándar.
Linux también permite crear otras configuraciones RAID usando la controladora md (niveles 0, 1, 4, 5 y 6) además de otros usos no RAID como almacenamiento multirruta y LVM2.

### IBM ServeRAID 1E

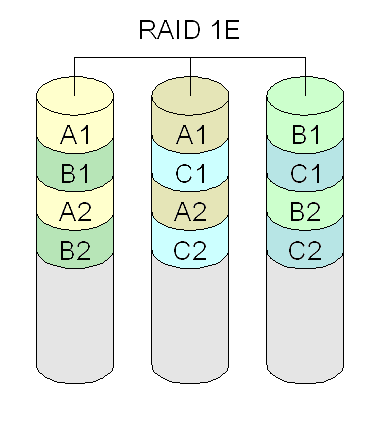
Diagrama de una configuración RAID 1E

La serie de adaptadores IBM ServeRAID soportan un espejado doble de un número arbitrario de discos, como se ilustra en el gráfico.
Esta configuración es tolerante de fallos de unidades no adyacentes. Otros sistemas de almacenamiento como el StorEdge T3 de Sun soportan también este modo.

### RAID Z
El sistema de archivos ZFS de Sun Microsystems implementa un esquema de redundancia integrado parecido al RAID 5 que se denomina RAID Z. Esta configuración evita el «agujero de escritura» del RAID 5 y la necesidad de la secuencia leer-modificar-escribir para operaciones de escrituras pequeñas efectuando solo escrituras de divisiones (stripes) completas, espejando los bloques pequeños en lugar de protegerlos con el cálculo de paridad, lo que resulta posible gracias a que el sistema de archivos conoce la estructura de almacenamiento subyacente y puede gestionar el espacio adicional cuando lo necesita.

## Cálculo de paridad
Muchos niveles de RAID, emplean un sistema para detectar errores, llamado “paridad”, un método comúnmente usado en tecnologías de la información para proporcionar tolerancia a errores en un conjunto de datos. La mayoría, utilizan la sencilla paridad XOR, descrita en esta sección, pero se pueden usar otros métodos, como RAID 6, que utiliza paridades distintas basadas respectivamente en la suma y en la multiplicación en un campo de Galois particular o utilizando la corrección de errores de Reed-Solomon.
En el álgebra de Boole, existe una operación llamada “or exclusivo”, que significa “o uno, o el otro pero no ambos”, esto es:
```
0 XOR 0 = 0
0 XOR 1 = 1
1 XOR 0 = 1
1 XOR 1 = 0

```

El operador XOR es la pieza central que define como se crea la paridad y como se usa en el RAID. Se usa tanto  para la protección de los datos, como para recuperar datos que se han perdido.
Por ejemplo, considérese un RAID compuesto por 6 discos (4 para datos, 1 para paridad y 1 de repuesto, llamado en inglés “hot spare”), donde cada disco tiene únicamente un byte que merece la pena guardar:
```
Disco 1:  (Datos)
Disco 2:  (Datos)
Disco 3:  (Datos)
Disco 4:  (Datos)
Disco 5:  (Repuesto)
Disco 6:  (Paridad)

```

Suponiendo que se escriben los siguientes datos en el disco duro:
```
Disco 1: 00101010 (Datos)
Disco 2: 10001110 (Datos)
Disco 3: 11110111 (Datos)
Disco 4: 10110101 (Datos)
Disco 5:          (Repuesto)  
Disco 6:          (Paridad)

```

Cada vez que se escriben datos en los discos, se debe calcular el valor de la paridad para que la organización RAID sea capaz de recuperar los datos en caso de fallo de uno de los discos. Para calcular la paridad se utiliza una XOR bit a bit para cada uno de los datos de los discos y se calcula de la siguiente manera:
00101010 XOR 10001110 XOR 11110111 XOR 10110101 = 11100110
Los datos de paridad 11100110 se escriben al disco destinado a guardar los datos de paridad:
```
Disco 1: 00101010 (Datos)
Disco 2: 10001110 (Datos)
Disco 3: 11110111 (Datos)
Disco 4: 10110101 (Datos)
Disco 5:          (Repuesto)
Disco 6: 11100110 (Paridad)

```

Supongamos ahora que el disco 3 falla. Para restaurar los datos que contenía dicho disco, utilizamos la misma operación XOR que antes, pero esta vez utilizando los datos de los discos duros que quedan, y los datos de paridad que hay en el disco 6.
00101010 XOR 10001110 XOR 11100110 XOR 10110101 = 11110111
Con esta operación XOR, obtendremos los datos que faltan. Con los datos recuperados, se escribirán en el disco de repuesto, el cual entonces actuara como un miembro del RAID permitiendo que todo el grupo continúe funcionando con normalidad.
```
Disco 1: 00101010 (Datos)
Disco 2: 10001110 (Datos)
Disco 3:  MUERTO  (Datos)
Disco 4: 10110101 (Datos)
Disco 5: 11110111 (Repuesto)
Disco 6: 11100110 (Paridad)

```

El mismo principio básico se aplica con la paridad en grupos RAID sin importar la capacidad ni el número de discos. Mientras haya discos suficientes para permitir la operación XOR, la paridad puede ser utilizada para recuperar los datos cuando hay un fallo de un solo disco (debe existir un mínimo de tres discos para la paridad, porque la operación XOR requiere dos operandos y un lugar donde guardar el resultado).

## Posibilidades de RAID

### Lo que RAID puede hacer
- RAID puede mejorar el uptime. Los niveles RAID 1, 0+1 o 10, 5 y 6 (sus variantes, como el 50) permiten que un disco falle mecánicamente y que aun así los datos del conjunto sigan siendo accesibles para los usuarios. En lugar de exigir que se realice una restauración costosa en tiempo desde una cinta, DVD o algún otro medio de respaldo lento, un RAID permite que los datos se recuperen en un disco de reemplazo a partir de los restantes discos del conjunto, mientras al mismo tiempo permanece disponible para los usuarios en un modo degradado. Esto es muy valorado por las empresas, ya que el tiempo de no disponibilidad suele tener graves repercusiones. Para usuarios domésticos, puede permitir el ahorro del tiempo de restauración de volúmenes grandes, que requerirían varios DVD o cintas para las copias de seguridad.
- RAID puede mejorar el rendimiento de ciertas aplicaciones. Los niveles RAID 0, 5 y 6 usan variantes de división (stripping) de datos, lo que permite que varios discos atiendan simultáneamente las operaciones de lectura lineales, aumentando la tasa de transferencia sostenida. Las aplicaciones de escritorio que trabajan con archivos grandes, como la edición de vídeo e imágenes, se benefician de esta mejora. También es útil para las operaciones de copia de respaldo de disco a disco. Además, si se usa un RAID 1 o un RAID basado en división con un tamaño de bloque lo suficientemente grande se logran mejoras de rendimiento para patrones de acceso que implique múltiples lecturas simultáneas (por ejemplo, bases de datos multiusuario).

### Lo que RAID no puede hacer
- RAID no protege los datos. Un conjunto RAID tiene un sistema de archivos, lo que supone un punto único de fallo al ser vulnerable a una amplia variedad de riesgos aparte del fallo físico de disco, por lo que RAID no evita la pérdida de datos por estas causas. RAID no impedirá que un virus destruya los datos, que éstos se corrompan, que sufran la modificación o borrado accidental por parte del usuario ni que un fallo físico en otro componente del sistema afecten a los datos.
- RAID no simplifica la recuperación de un desastre. Cuando se trabaja con un solo disco, este es accesible normalmente mediante un controlador ATA o SCSI incluido en la mayoría de los sistemas operativos. Sin embargo, las controladoras RAID necesitan controladores software específicos. Las herramientas de recuperación que trabajan con discos simples en controladoras genéricas necesitarán controladores especiales para acceder a los datos de los conjuntos RAID. Si estas herramientas no los soportan, los datos serán inaccesibles para ellas.
- RAID no mejora el rendimiento de todas las aplicaciones. Esto resulta especialmente cierto en las configuraciones típicas de escritorio. La mayoría de aplicaciones de escritorio y videojuegos hacen énfasis en la estrategia de buffering y los tiempos de búsqueda de los discos. Una mayor tasa de transferencia sostenida supone poco beneficio para los usuarios de estas aplicaciones, al ser la mayoría de los archivos a los que se accede muy pequeños. La división de discos de un RAID 0 mejora el rendimiento de transferencia lineal pero no lo demás, lo que hace que la mayoría de las aplicaciones de escritorio y juegos no muestren mejora alguna, salvo excepciones. Para estos usos, lo mejor es comprar un disco más grande y rápido, en lugar de dos discos más lentos y pequeños en una configuración RAID 0.
- RAID no facilita el traslado a un sistema nuevo. Cuando se usa un solo disco, es relativamente fácil trasladar el disco a un sistema nuevo: basta con conectarlo, si cuenta con la misma interfaz. Con un RAID no es tan sencillo: la BIOS RAID debe ser capaz de leer los metadatos de los miembros del conjunto para reconocerlo adecuadamente y hacerlo disponible al sistema operativo. Dado que los distintos fabricantes de controladoras RAID usan diferentes formatos de metadatos (incluso controladoras de un mismo fabricante son incompatibles si corresponden a series diferentes) es virtualmente imposible mover un conjunto RAID a una controladora diferente, por lo que suele ser necesario mover también la controladora. Esto resulta imposible en aquellos sistemas donde está integrada en la placa base. Esta limitación puede obviarse con el uso de RAID por software, que a su vez añaden otras diferentes (especialmente relacionadas con el rendimiento).

### Productores dehardwareRaid
- Adaptec
- Areca
- Dawicontrol
- DELL
- HDS
- Highpoint
- HP
- IBM
- Intel
- Lacie
- Leaf
- LSI
- Promise
- Supermicro

- Datos: Q179299
- Multimedia: RAID / Q179299